# 地下地上
《地下地上》，2009年中国大陆谍战剧，根据著名作家石钟山的同名长篇小说改编而成。主要描写了建国前后国共两党特工（剧中主要表现为刘克豪、徐寅初两个对立角色）一系列的斗智斗勇，双方的殊死斗争与智慧较量。

## 剧情
1946年，军统特工乔天朝被人民解放军击毙。刘克豪的上级派他以乔天朝的身份进入军统沈阳站。1948年，第二次国共内战正酣，而“乔天朝”在沈阳站已经顺利工作两年。机要秘书林静一直爱慕于他，等待他的表白。
鉴于战势紧张，站长徐寅初宣布，让所有站员将家眷接来沈阳，以示与沈阳城共存亡。中共为“乔天朝”派出的妻子伍珍在途中牲牺，护送她的女游击队长王迎香不得不以乔天朝元配妻子“王晓凤”的身份来到沈阳。王迎香没有受过专业训练，性格直率，行为粗鲁，同时缺乏已婚女性应有的常识，这引起了徐寅初的怀疑。

## 主要演员
| 演員   | 角色   | 身份           | 介紹 |
| 任程伟 | 刘克豪 | 中共潜伏特工   | 顶替军统特工乔天朝的身份，潜伏在军统沈阳站 |
| 巍 子  | 徐寅初 | 军统沈阳站站长 | “乔天朝”的上司，性格多疑，手段老辣。共产党攻陷沈阳后，成为潜伏特工的领导者。                                                                               |
| 韩 雪  | 林 静  | 沈阳站机要秘书 | 身世复杂，爱慕“乔天朝”。倒向共产党，后进入沈阳公安局工作，实际上仍效力于徐寅初。                                                                           |
| 王雅捷 | 王迎香 | 中共党员       | 假“乔天朝”的妻子，最初化名王晓凤。当徐寅初找到真正王晓凤时，谎称自己是乔天朝外室李爱香，为与他共同生活，冒用其原配王晓凤的身份。后一直协助“乔天朝”的工作。 |
| 王建新 | 马天成 | 沈阳站行动队长 | 一直与“乔天朝”矛盾重重，共产党攻陷沈阳后，成为潜伏特工。                                                                                                   |
| 苏 营  | 彭忠良 | 中共叛徒       | 中共地下党的领导者，代号“鱼雷”后因徐寅初的设计，背叛中共，成为国民党在沈阳公安局的内线。                                                                   |
| 江佳琦 | 李 露  | 中共地下党     | 刘克豪的上级，彭忠良的妻子。 |
| 肖 涵  | 李乐群 |                | |

## 其他信息
地下地上电视剧于2008年8月2日在横店开机拍摄。本剧于2009年5月在武汉文艺频道首次播出后，虽被指和《潜伏》太像，但本剧不同的诠释手法仍赢得不错的收视率，其后在各地电视台的收视率更一路走高，在江苏卫视播出后，更取得2009年年度第二的收视成绩。

## 出品公司
- 出品单位：江西电视台电视剧制作中心 万科影视有限公司
- 出品人：郁康淳
- 首播频道：武汉文艺频道
- 首播时间：2009年5月21日
- 首播平均收视率：6.3%